# 직소 퍼즐

직소 퍼줄의 형태

직소 퍼즐(jigsaw puzzle)은 여러 가지 작고 이상하게 생긴, 서로 연결 가능한 조각들로 조립한 퍼즐로 각 조각들은 대개 어떤 그림의 한 부분을 나타낸다. 완된 직소 퍼즐은 전체 그림을 나타낸다. 어떤 종류는 퍼즐이 완성되면 원형의 구조를 가지게 되며, 광학적인 환상을 보여주는 경우도 있다.
직소 퍼즐의 이름은 나무판 위에 그림을 그린 후 실톱(jigsaw)으로 잘라내어 퍼즐을 만들었다는 것에서 유래한다. 상업용 직소 퍼즐은 런던의 지도제작자인 존 스필스버리(John Spilsbury)에 의해 1760년에 만든 것으로 알려져있다. 그 이후 지금까지 보통 판지를 이용하여 제작된다.
직소 퍼즐 상에 그려지는 일반적인 그림은 자연이나 건축 혹은 패턴 형태이다. 성이나 산도 전통적으로 선호되는 주제이다. 어떤 그림이던 간에 직소 퍼즐을 만드는 것이 가능하고, 개인 사진을 퍼즐로 만드는 서비스를 제작하는 회사도 존재한다. 완성한 퍼즐은 창작품들처럼 벽에 장식하기도 한다.

## 같이 보기
- 테셀레이션